# Cypria
Cypria (stgr. Κύπρια Kýpria) – zaginiony epos grecki; szeroko znany w okresie klasycznym (odwoływał się do niego m.in. Herodot), później zaginął. Obecnie znane są tylko jego fragmenty. Jedno z dzieł opisujących wojnę trojańską z wykorzystaniem heksametru daktylicznego.
Cypria uznać można za poprzednika Iliady, gdyż epos obejmuje wydarzenia rozgrywające się bezpośrednio przed eposem Homera, w tym: zadanie postawione przed Parysem, uprowadzenie Heleny, porzucenie Filokteta na Lemnos, lądowanie Achajów na wybrzeżu Azji Mniejszej i pierwsze starcia przed murami Troi.
Epos powstał prawdopodobnie w VII wieku p.n.e., lecz co do takiego datowania istnieje wiele wątpliwości. Kontrowersyjna jest także kwestia autorstwa dzieła. Tradycyjnie przypisuje się je Stasinusowi z Cypru. Focjusz I Wielki autorstwo Cypriów przypisywał Hegesiasowi z Salaminy lub nawet samemu Homerowi, który miałby napisać ją z okazji zaślubin swojej córki ze Stasinusem. W 1995 roku w Halikarnasie odnaleziono inskrypcję, wedle której autorstwo przypisano Kypriasowi z Halikarnasu.
Wiele scen z Cypriów zostało przedstawionych na greckich wazach.